# تاکایوکی سوگییاما
تاکایوکی سوگییاما (انگلیسی: Takayuki Sugiyama؛ زادهٔ ۲۴ مارس ۱۹۷۶) بازیکن فوتبال اهل ژاپن است.
از باشگاه‌هایی که در آن بازی کرده‌است می‌توان به باشگاه فوتبال جف یونایتد ایچیهارا چیبا اشاره کرد.